# Савино (Селивановский район)
Савино — деревня в Селивановском районе Владимирской области России, входит в состав Малышевского сельского поселения.

## География
Деревня расположена в 13 км на восток от центра поселения села Малышево и в 20 км на юг от райцентра рабочего посёлка Красная Горбатка.

## История
Деревня впервые упоминается в окладных книгах 1676 года в составе Коробщиковского прихода, в ней числились 3 двора помещиков и 30 дворов крестьянских. В сельце Савине до 1807 года существовала церковь, время основания которой неизвестно.
В конце XIX — начале XX века деревня входила в состав Драчевской волости Меленковского уезда, с 1926 года — в составе Муромского уезда. В 1859 году в деревне числилось 50 дворов, в 1905 году — 92 двора, в 1926 году — 110 дворов.
С 1929 года деревня являлась центром Савинского сельсовета Селивановского района, с 1940 года — в составе Драчевского сельсовета, с 2005 года — в составе Малышевского сельского поселения.

## Население
| 1859 | 1905 | 1926 | 2002 | 2010 | 2021 |
| ---- | ---- | ---- | ---- | ---- | ---- |
| 344  | ↗445 | ↗553 | ↘38  | ↘19  | ↗49  |